# Loris Sichrovsky

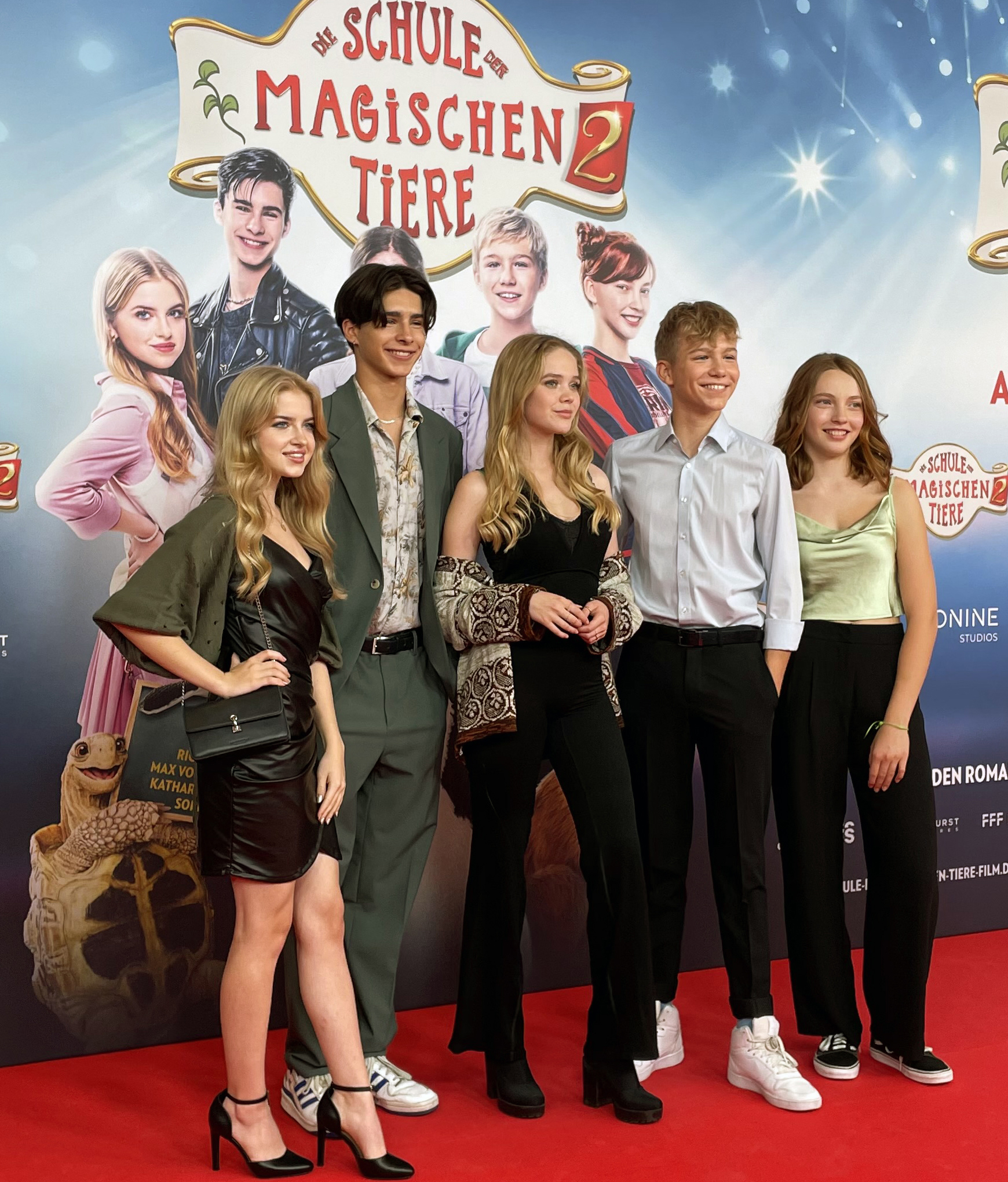
Loris Sichrovsky (2. v. l.) auf der Premiere von Die Schule der magischen Tiere 2

Loris Sichrovsky (* 2006) ist ein deutscher Schauspieler.

## Leben
Erste Schauspielerfahrung sammelte Sichrovsky 2018 beim Jungen Deutschen Theater. Im Jahre 2021 spielte er mit der Rolle des ‚Jo Wieland‘ eine Hauptrolle im Film Die Schule der magischen Tiere und übernahm die Rolle auch 2022 und 2024 in den Fortsetzungen des Kinofilms.

## Filmografie
- 2021: Die Schule der magischen Tiere
- 2022: Die Schule der magischen Tiere 2
- 2024: Die Schule der magischen Tiere 3